# Angela Ahrendts
Angela Jean Ahrendts (New Palestine, 7 giugno 1960) è una manager statunitense, vicepresidente delle vendite online e al dettaglio di Apple Inc. dal 2014 al 2019 e amministratore delegato di Burberry dal 2006 al 2014. È stata classificata al 15º posto nella lista delle 100 donne più potenti del mondo secondo Forbes, al 9º posto nella classifica delle donne più potenti del Regno Unito secondo BBC Radio e al 29º posto nella lista delle donne più potenti del mondo secondo la rivista Fortune. È stata anche membro del consiglio consultorio d'affari del primo ministro inglese fino al suo scioglimento, avvenuto nel 2016.

## Biografia
Angela Ahrendts nacque a New Palestine, negli Stati Uniti, da una famiglia benestante: il padre Richard Ahrendts lavorò come uomo d'affari, mentre la madre Jean fu casalinga. Successivamente la Ahrendts frequentò la New Palestine High School, conseguendo nel 1982 il diploma di laurea alla Ball State University e nel 2010 il dottorato di scienze umanistiche.
Inizialmente, Ahrendts si trasferì a New York per lavorare nell'industria della moda. Dopo aver lavorato per l'azienda del settore tessile Warnaco, entrò a far parte nel 1989 della casa di moda DKNY allo scopo di sviluppare un marchio di lusso internazionale attraverso il commercio all'ingrosso. Tra il 1998 e il 2002 Ahrendts lavorò per diverse case d'abbigliamento, ricoprendo anche la carica di vicepresidente.

### Burberry
Nel gennaio 2006 Ahrendts entrò a far parte di Burberry e il 1º giugno 2006 ne diventò amministratore delegato. Per fermare il continuo calo di prestigio del marchio, Ahrendts fece ridurre la produzione di abbigliamento ed accessori, cercando inoltre di ridurre al minimo le perdite causate dalla contraffazione. A seguito di tali provvedimenti, il valore della società crebbe da due miliardi ad oltre sette miliardi di sterline.  Il quotidiano finanziario CNN Money riportò che nel 2012 Ahrendts fu l'amministratore delegato più pagato di tutto il Regno Unito, con un patrimonio di 26,3 milioni di dollari.

### Apple
Il 15 ottobre 2013 venne reso noto che Ahrendts avrebbe lasciato Burberry per entrare, il 1º maggio 2014, nella Apple Inc. come vicepresidente della sezione vendite online e al dettaglio. È stato calcolato che nel 2014 Ahrendts ha guadagnato circa 70 milioni di dollari, superando Tim Cook e diventando il dirigente più pagato di Apple. Ad agosto 2016, Ahrendts possedeva 11 milioni di dollari in azioni Apple.
Insieme a Jonathan Ive, guru del design, ha trasformato il look dei punti di vendita basandosi sul concetto delle "piazze cittadine" (town square), un luogo pr vendere ma anche per assistere i clienti e intrattenerli con vari programmi di cultura e spettacoli. La catena di negozi Apple ha superato quota 500, alcuni sono stati aperti in posizioni storiche: Covent Garden a Londra, Grand Central Station a New York, sugli Champs-Elysée a Parigi, in piazza del Liberty a Milano. Le vendite sono aumentate ma sono arrivate anche critiche sulla nuova organizzazione.
Il 5 febbraio 2019 Apple ha annunciato la sostituzione di Ahrendts a partire da aprile con Deirdre O'Brien. 

## Vita privata
Ahrendts ha conosciuto quello che sarebbe diventato suo marito, Gregg Couch, ai tempi della scuola elementare.  Si sono sposati trent'anni dopo.  La coppia ha tre figli.
È metodista.